# Толока (ПБА)
«Толока» (англ. Toloka) — сімейство українських багатоцільових підводних безпілотних апаратів (автономних торпед), що розробляються в Україні. Проєкт представлений кластером оборонних технологій Brave1.

## Історія розробки
Вперше інформація про розробку підводних безпілотників «Толока» з'явилася у квітні 2023 року, коли один із прототипів (ймовірно, TLK-150) був представлений на виставці Brave1. Розробку веде український оборонно-промисловий комплекс.
У лютому 2025 року під час демонстрації досягнень українського оборонного виробництва західним партнерам у межах саміту Support Ukraine, організованого Володимиром Зеленським, була представлена оновлена версія найменшої моделі — TLK-150. Порівняно з першим зразком, показаним у 2023 році, оновлений TLK-150 отримав низку візуальних та конструктивних змін.

## Конструкція та особливості
Підводні дрони «Толока» розробляються як багатоцільові платформи, здатні виконувати ударні, розвідувальні та допоміжні завдання. Вони призначені для переважно підводного руху, однак мають надводні елементи, такі як щогла з антенами для GPS-навігації, засобами зв'язку, а також теле- та тепловізійними камерами. Камери можуть використовуватися для збору розвідувальних даних поблизу берегів, навігації та наведення на ціль.

### Система наведення та датчики
Система наведення використовує GPS або працює за допомогою інерціальної системи навігації в умовах відсутності GPS (під водою) чи під час глушіння сигналу. Апарат ідентифікує цілі за допомогою відеокамер і тепловізійних камер та візуально за допомогою нейромережі.
Автоматичне сканування області апарат робить 3D-сонаром, гідрофоном та камерою. Таке сканування може допомогти створювати мінні мапи для розмінування. Система наведення також включає пасивну гідролокацію (ідентифікацію та пеленгування підводних та надводних об’єктів за допомогою системи гідрофонів) та ультразвукові сонари (активна гідролокація) на близькій відстані для пеленгування та ідентифікації об'єктів за розміром.

### Протидія РЕБ та автономність
У випадку глушіння сигналу апарат здатний ідентифікувати зону глушіння. Заявлено, що дрон може перебувати до 3 місяців в режимі очікування.

## Модифікації
Передбачається створення трьох модифікацій, що відрізнятимуться розмірами, дальністю ходу та бойовим навантаженням:
| Характеристика      | TLK-150 | TLK-400                                                   | TLK-1000                                                                              |
| ------------------- | --- | --------------------------------------------------------- | ------------------------------------------------------------------------------------- |
| Довжина             | 2,5 м | 4-6 м                                                     | 4-12 м (залежно від завдання)                                                         |
| Дальність ходу      | до 100 км | до 1200 км                                                | до 2000 км                                                                            |
| Бойове навантаження | 20-50 кг вибухівки | до 500 кг вибухівки                                       | до 5000 кг вибухівки                                                                  |
| Двигун              | Електричний, два гребних гвинти | Не деталізовано (ймовірно електричний)                    | Не деталізовано (ймовірно електричний, потенційно кілька двигунів для великих версій) |
| Особливості         | Оснащений високою щоглою з камерами та засобами зв'язку. В оновленій версії (лютий 2025) електродвигуни переміщені зі стабілізаторів у задню частину корпусу, а вертикальні та кормові горизонтальні керма розміщені біля рушіїв, що змінило його вигляд на більш «торпедоподібний». | Демонструвався лише в презентації (станом на лютий 2025). | Демонструвався лише в презентації (станом на лютий 2025).                             |

## Бойове застосування та значення
Підводні дрони «Толока» розглядаються, як потенційно ефективний засіб для боротьби з Чорноморським флотом РФ та ураження інших ворожих цілей. Їхня здатність рухатися під водою робить їх менш вразливими для засобів виявлення та ураження порівняно з надводними дронами. Можливість атакувати кораблі нижче ватерлінії може завдавати більш важких пошкоджень. Найбільш потужна версія, TLK-1000, з дальністю до 2000 км, теоретично зможе вражати цілі в будь-якій точці Чорного моря, включно з російськими базами, наприклад, у Новоросійську. Окрім ударних функцій, дрони «Толока» можуть використовуватися для розвідки та картографування мінних полів.